# Kommunalwahlen im Saarland 1989
Die Kommunalwahlen im Saarland am 1989 fanden am 18. Juni 1989 gemeinsam mit der Europawahl in Deutschland 1989 statt. Gewählt wurden die Gemeinde- und Kreisräte.

## Wahlergebnisse
Die Wahl ergab folgende Ergebnisse:
| Wahl              | Wahlberechtigte | Abgegebene Stimmen | Wahlbeteiligung | Gültige Stimmen |
| ----------------- | --------------- | ------------------ | --------------- | --------------- |
| Gemeindewahl 1989 | 837.673         | 663.023            | 79,2 %          | 643.350         |
| Gemeindewahl 1984 | 837.699         | 659.878            | 78,8 %          | 644.562         |
| Kreiswahl 1989    | 839.615         | 663.889            | 79,1 %          | 645.967         |
| Kreiswahl 1984    | 841.036         | 660.933            | 78,6 %          | 644.764         |

Die Stimmen verteilten sich wie folgt auf die Parteien:
| Wahl              | CDU              | SPD              | FDP             | Grüne          | Wählergruppen  | Sonstige       |
| ----------------- | ---------------- | ---------------- | --------------- | -------------- | -------------- | -------------- |
| Gemeindewahl 1989 | 236.778 (36,8 %) | 298.184 (46,3 %) | 36.733 (5,7 %)  | 29.172 (4,5 %) | 28.361 (4,4 %) | 14.122 (2,2 %) |
| Gemeindewahl 1984 | 269.550 (41,8 %) | 293.117 (45,5 %) | 29.708 (4,6 %)  | 26.392 (4,1 %) | 22.356 (3,5 %) | ./.            |
| Kreiswahl 1989    | 227.960 (35,3 %) | 295.498 (45,7 %) | 31.897 (4,9 %)  | 35.510 (5,5 %) | 12.323 (1,9 %) | 42.779 (6,6 %) |
| Kreiswahl 1984    | 272.324 (42,2 %) | 294.207 (45,6 %) | 27.4821 (4,3 %) | 34.315 (5,3 %) | 11.120 (1,7 %) | 5.316 (0,8 %)  |